# K4 League
Die K4 League ist die seit Anfang 2020 existierende zweite Halbprofiliga Südkoreas. Sie wurde im Zuge von Strukturreformen ins Leben gerufen.

## Geschichte

### Vorgeschichte
1964 wurde mit der Korea Semi-Professional Football League ein Halbprofiwettbewerb ins Leben gerufen, der bis 2002 existierte. 2003 wurde sie durch den Ligawettbewerb Korea National League ersetzt. Im Laufe der Zeit traten mehr und mehr Verein dem Verband bei. Zwischenzeitlich spielten in der KNL bis zu 15 Vereine in einer Spielzeit. Mit der Gründung der K League Challenge im Jahr 2013 sank die Anzahl an Vereinen in der KNL. Ab 2017 spielten nur noch acht Vereine in der Liga. Gleichzeitig entwickelte sich die Amateurliga K3 League hin zu einer Halbprofiliga. 2015 wurden die Strukturreformpläne der KFA vorgestellt, in der die KNL und K3 League zusammengelegt werden sollen. Ende 2019 lösten sich die KNL sowie beide K3 Leagues auf und wurden durch zwei neue Halbprofiligen ersetzt.

### Lizenzierungsphase
Damit die neue K4 League gegründet werden konnte, mussten die KNL-Mitglieder die Auflösung ihrer Liga zustimmen. Aufgrund der neuen Bestimmungen der K4 League gab es allerdings Probleme, da nicht alle Mitglieder bereit waren diese zu akzeptieren. Später gab aber die KNL bekannt, dass alle Mitglieder der Auflösung zugestimmt hätten. Ende 2019 wurden die K3 League Advance und K3 League Basic ebenfalls aufgelöst und die Vereine reichten ihren Lizenzanträge ein.
Während der Lizenzierungsphase kam es allerdings zu Unruhen, da zwischenzeitlich nur sechs der acht KNL-Mitglieder ihren Antrag einreichten. Hinzu kam, dass ein Antrag fehlerhaft war. Am 16. Oktober reichten Gimhae City FC und Changwon City FC ihre Anträge nach. Gangneung City FC erklärte währenddessen, dass sie an der neuen K3 League nicht teilnehmen möchten. Später wurde bekannt, dass Gangneung doch an der Liga teilnehmen möchte.
Während der Lizenzierungsphase existierten auch Gerüchte über eine Gründung und Teilnahme eines Vereins auf Geoje, welcher kurz darauf aber dementiert wurde. Cheongju FC reichte zudem den Antrag ein, im Falle einer Aufnahme in der K League, den Ligastartplatz mit einer 2. Mannschaft belegen zu wollen. Die K League lehnte allerdings den Antrag ab, weshalb der Verein den Ligastartplatz der ursprünglich geplanten 2. Mannschaft übernahm.
Insgesamt bekamen 30 Mannschaften (8 KNL- & 20 K3- & 2 neugegründete) die Lizenz zur Ligateilnahme an den beiden neuen Halbprofiligen. Pyeongchang FC gab bekannt, an der Spielzeit 2020 aus vereinsinternen Gründen nicht teilnehmen zu wollen.

### Geschichte
Am 12. Dezember 2019 gab die KFA bekannt, welche Vereine in welcher Liga antreten werden, später gab die KFA bekannt, in welchem Modus gespielt werden sollte. Anfang Februar wurde das K4-League-Logo vorgestellt.

## Lizenz

### Lizenzbedingung
Um an der K4 League teilnehmen zu können, muss jeder Verein Lizenzbestimmungen erfüllen, diese wären:
- Heimspielstätte muss eine Mindestkapazität von 1.000 Plätzen haben
- Verein muss U18-, U15- und U12-Mannschaft unterhalten
- Beleuchtungssystem in Heimspielstätte; mind. 1.000 Lux
- Trainer müssen AFC-B-Lizenz besitzen
- Vereine müssen unabhängig aufgestellt werden

## Teilnehmer und ihre Spielstätten
| Verein                       | Stadt              | Trainer           | Heimstadion                                   | In der Liga seit | Vorjahresplatzierung |
| K4 League 2022               | K4 League 2022     | K4 League 2022    | K4 League 2022                                | K4 League 2022   | K4 League 2022       |
| ---------------------------- | ------------------ | ----------------- | --------------------------------------------- | ---------------- | -------------------- |
| Seoul Jungnang FC            | Seoul-Jungnang-gu  | Choi Jeong-min    | Jungnang-Sportplatz                           | 2020             | 14. Platz            |
| Seoul Nowon United FC        | Seoul-Nowon-gu     | Lee Jeong-jae     | Madeul-Stadion                                | 2020             | 11. Platz            |
| Yangpyeong FC                | Yangpyeong         | Yun Dae-seong     | Mulmalgeun-Yangpyeong-Stadion                 | 2020             | 13. Platz            |
| Yeoju FC                     | Yeoju              | Shim Bong-seob    | Yeoju-Stadion                                 | 2020             | 12. Platz            |
| Chungju Citizen FC           | Chungju            | Kim Jong-pil      | Chungju-Sportstadion                          | 2020             | Finale               |
| Goyang Citizen FC            | Goyang             | Ku Dae-ryeong     | Eoulimnuri-Byeolmuri-Stadion                  | 2020             | 16. Platz            |
| FC Namdong                   | Incheon-Namdong-gu | Kim Jeong-jae     | Namdong-Industriepark-Fußballplatz            | 2020             | 9. Platz             |
| Jinju Citizen FC             | Jinju              | Lee Chang-yeob    | Jinju-Stadion                                 | 2020             | 5. Platz             |
| Chuncheon FC                 | Chuncheon          | Jeong Seon-uh     | Chuncheon-Stadion                             | 2021             | 10. Platz            |
| Jeonju FC                    | Jeonju             | Yang Yeong-cheol  | Jeonju-Stadion                                | 2021             | 15. Platz            |
| Pyeongchang United FC        | Pyeongchang        | Ahn Hong-min      | Jinbu-Sportpark-Fußballstadion                | 2021             | 7. Platz             |
| Geoje Citizen FC             | Geoje              | Song Jae-kyu      | Geoje-Stadion                                 | 2021             | 6. Platz             |
| Gangwon FC II                | Gangneung          | Lee Jeong-yeol    | Gangnam-Fußballpark                           | 2021             | 8. Platz             |
| Pyeongtaek Citizen FC        | Pyeongtaek         | Yun Sang-cheol    | Sosabeol-Reports-Town-Stadion                 | 2022             | Absteiger            |
| Daegu FC II                  | Daegu              | Jeong Cheol-yeong | Daegu-Ersatzstadion                           | 2022             | Neugegründet         |
| Daejeon Hana Citizen FC II   | Daejeon            | Kim Gyeong-ryang  | Daejeon-World-Cup-Ersatzstadion Boeun-Stadion | 2022             | Neugegründet         |
| Jeonbuk Hyundai Motors FC II | Jeonju Iksan       | Park Jin-seob     | Jeonju-World-Cup-Ersatzstadion Iksan-Stadion  | 2022             | Neugegründet         |
| Goyang KH FC                 | Goyang             | Bae Seong-jae     | Goyang-Ersatzstadion                          | 2022             | Neugegründet         |

### Ligagewinner
| Spielzeit | Ligagewinner    | Mitaufsteiger                         | Torschützenkönig        | Anzahl d. Vereine | Zuschauer insg.                     | Ligaschnitt |
| --------- | --------------- | ------------------------------------- | ----------------------- | ----------------- | ----------------------------------- | ----------- |
| 2020      | Paju Citizen FC | Ulsan Citizen FC                      | Yu Dong-kyu (15 Tore)   | 13                | Coronabedingt, meist ohne Zuschauer | -           |
| 2021      | FC Pocheon      | Siheung Citizen FC Dangjin Citizen FC | Lee Chang-hun (32 Tore) | 16                | 28.098                              | 117         |
| 2022      |                 |                                       |                         | 18                |                                     |             |

### Ehemalige Mitglieder
| Verein            | Zeitraum | Zeitraum | aktueller Stand |
| Verein            | Von      | Bis      | aktueller Stand |
| ----------------- | -------- | -------- | --------------- |
| Icheon Citizen FC | 2020     | 2020     | aufgelöst       |
| Goyang Citizen FC | 2020     | 2022     | aufgelöst       |
| FC Namdong        | 2020     | 2022     | aufgelöst       |